# أبليكه

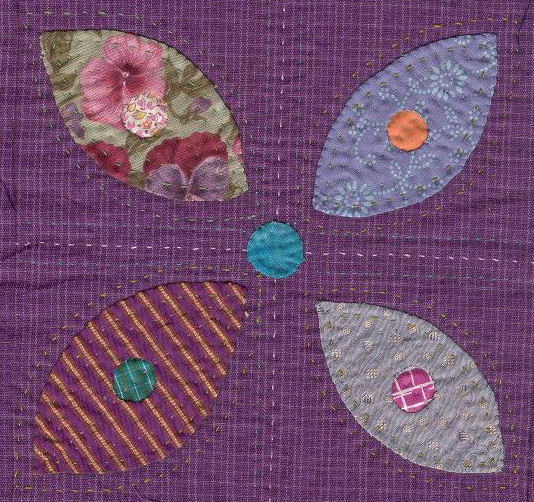
تطريز مزخرف بالأبليكه.

الأبْلَكة أو الطَبِيْقة هو شغل خياطة يدوي بالتطريز والزخرفة لقطع قماش بأشكال ونماذج مختلفة تحاك مع بعضها لتعطي موديل وشكل معين للتزيين والديكور.
ينتشر الشغل بالأبليكه في مختلف الثقافات وخصوصاً القديمة منها كالآسيوية والأفريقية.